# Bulbophyllum dictyoneuron
Bulbophyllum dictyoneuron är en orkidéart som beskrevs av Rudolf Schlechter. Bulbophyllum dictyoneuron ingår i släktet Bulbophyllum och familjen orkidéer. Inga underarter finns listade i Catalogue of Life.